# Tanypus longiseta
Tanypus longiseta är en tvåvingeart som först beskrevs av Jean-Jacques Kieffer 1924.  Tanypus longiseta ingår i släktet Tanypus och familjen fjädermyggor. Inga underarter finns listade i Catalogue of Life.